# Coupe du monde de ski de fond 2024-2025
Navigation
Édition précédente Édition suivante
La 44e édition de la Coupe du monde de ski de fond se déroule du 29 novembre 2024 au 23 mars 2025.
En raison de l'Invasion de l'Ukraine par la Russie en 2022, les athlètes russes et biélorusses sont de nouveaux interdits de compétition pour toute la saison.

## Programme de la saison
La saison comporte 34 épreuves pour chaque genre, 30 individuelles et 3 par équipe, (soit 66) ainsi que 1 épreuve mixte réparties à travers 12 sites en Europe.

## Attribution des points

### Individuel
Épreuve simple
| Place  | 1er | 2e | 3e | 4e | 5e | 6e | 7e | 8e | 9e | 10e | 11e | 12e | 13e | 14e | 15e | 16e | 17e | 18e | 19e | 20e | 21e | 22e | 23e | 24e | 25e |
| ------ | --- | -- | -- | -- | -- | -- | -- | -- | -- | --- | --- | --- | --- | --- | --- | --- | --- | --- | --- | --- | --- | --- | --- | --- | --- |
| Points | 100 | 95 | 90 | 85 | 80 | 75 | 72 | 69 | 66 | 63  | 60  | 58  | 56  | 54  | 52  | 50  | 48  | 46  | 44  | 42  | 40  | 38  | 36  | 34  | 32  |

| Place  | 26e | 27e | 28e | 29e | 30e | 31e | 32e | 33e | 34e | 35e | 36e | 37e | 18e | 19e | 40e | 41e | 42e | 43e | 44e | 45e | 46e | 47e | 48e | 49e | 50e |
| ------ | --- | --- | --- | --- | --- | --- | --- | --- | --- | --- | --- | --- | --- | --- | --- | --- | --- | --- | --- | --- | --- | --- | --- | --- | --- |
| Points | 30  | 28  | 26  | 24  | 22  | 20  | 19  | 18  | 17  | 16  | 15  | 14  | 13  | 12  | 11  | 10  | 9   | 8   | 7   | 6   | 5   | 4   | 3   | 2   | 1   |

Classement général du Tour de Ski
| Place  | 1er | 2e  | 3e  | 4e  | 5e  | 6e  | 7e  | 8e  | 9e  | 10e | 11e | 12e | 13e | 14e | 15e | 16e | 17e | 18e | 19e | 20e | 21e | 22e | 23e | 24e | 25e |
| ------ | --- | --- | --- | --- | --- | --- | --- | --- | --- | --- | --- | --- | --- | --- | --- | --- | --- | --- | --- | --- | --- | --- | --- | --- | --- |
| Points | 300 | 285 | 270 | 255 | 240 | 225 | 216 | 207 | 198 | 189 | 180 | 174 | 168 | 162 | 156 | 150 | 144 | 138 | 132 | 126 | 120 | 114 | 108 | 102 | 96  |

| Place  | 26e | 27e | 28e | 29e | 30e | 31e | 32e | 33e | 34e | 35e | 36e | 37e | 18e | 19e | 40e | 41e | 42e | 43e | 44e | 45e | 46e | 47e | 48e | 49e | 50e |
| ------ | --- | --- | --- | --- | --- | --- | --- | --- | --- | --- | --- | --- | --- | --- | --- | --- | --- | --- | --- | --- | --- | --- | --- | --- | --- |
| Points | 90  | 84  | 78  | 72  | 66  | 60  | 57  | 54  | 51  | 48  | 45  | 42  | 39  | 36  | 33  | 30  | 27  | 24  | 21  | 18  | 15  | 12  | 9   | 6   | 3   |

Étape du Tour de Ski
| Place  | 1er | 2e | 3e | 4e | 5e | 6e | 7e | 8e | 9e | 10e | 11e | 12e | 13e | 14e | 15e | 16e | 17e | 18e | 19e | 20e | 21e | 22e | 23e | 24e | 25e | 26e | 27e | 28e | 29e | 30e |
| ------ | --- | -- | -- | -- | -- | -- | -- | -- | -- | --- | --- | --- | --- | --- | --- | --- | --- | --- | --- | --- | --- | --- | --- | --- | --- | --- | --- | --- | --- | --- |
| Points | 50  | 47 | 44 | 41 | 38 | 35 | 32 | 30 | 28 | 26  | 24  | 22  | 20  | 18  | 16  | 15  | 14  | 13  | 12  | 11  | 10  | 9   | 8   | 7   | 6   | 5   | 4   | 3   | 2   | 1   |

Points bonus*
| Place  | 1er | 2e | 3e | 4e | 5e | 6e | 7e | 8e | 9e | 10e |
| ------ | --- | -- | -- | -- | -- | -- | -- | -- | -- | --- |
| Points | 15  | 12 | 10 | 8  | 6  | 5  | 4  | 3  | 2  | 1   |

* attribués lors des qualifications de chaque sprint + checkpoints sur certaines mass-start.

### Par équipe
| Place  | 1er | 2e  | 3e  | 4e  | 5e | 6e | 7e | 8e | 9e | 10e | 11e | 12e | 13e | 14e | 15e | 16e | 17e | 18e | 19e | 20e | 21e | 22e | 23e | 24e | 25e | 26e | 27e | 28e | 29e | 30e |
| ------ | --- | --- | --- | --- | -- | -- | -- | -- | -- | --- | --- | --- | --- | --- | --- | --- | --- | --- | --- | --- | --- | --- | --- | --- | --- | --- | --- | --- | --- | --- |
| Points | 200 | 160 | 120 | 100 | 90 | 80 | 72 | 64 | 58 | 52  | 48  | 44  | 40  | 36  | 32  | 30  | 28  | 26  | 24  | 22  | 20  | 18  | 16  | 14  | 12  | 10  | 8   | 6   | 4   | 2   |

| Place  | 1er | 2e | 3e | 4e | 5e | 6e | 7e | 8e | 9e | 10e | 11e | 12e | 13e | 14e | 15e |
| ------ | --- | -- | -- | -- | -- | -- | -- | -- | -- | --- | --- | --- | --- | --- | --- |
| Points | 25  | 20 | 15 | 12 | 11 | 10 | 9  | 8  | 7  | 6   | 5   | 4   | 3   | 2   | 1   |

## Classements

### Classements généraux
| Rang | Nom                     | Points |
| ---- | ----------------------- | ------ |
|      | Johannes Høsflot Klæbo  | 2200   |
| 2    | Edvin Anger             | 1731   |
| 3    | Erik Valnes             | 1530   |
| 4    | Federico Pellegrino     | 1510   |
| 5    | Harald Østberg Amundsen | 1439   |

| Rang | Nom               | Points |
| ---- | ----------------- | ------ |
|      | Jessica Diggins   | 2197   |
| 2    | Victoria Carl     | 1827   |
| 3    | Kerttu Niskanen   | 1692   |
| 4    | Astrid Øyre Slind | 1682   |
| 5    | Therese Johaug    | 1435   |

### Classements de Distance
| Rang | Nom                     | Points |
| ---- | ----------------------- | ------ |
|      | Simen Hegstad Krüger    | 1317   |
| 2    | Martin Løwstrøm Nyenget | 1154   |
| 3    | Hugo Lapalus            | 1118   |
| 4    | Harald Østberg Amundsen | 1079   |
| 5    | Andreas Fjorden Ree     | 1055   |

| Rang | Nom               | Points |
| ---- | ----------------- | ------ |
|      | Jessica Diggins   | 1384   |
| 2    | Astrid Øyre Slind | 1382   |
| 3    | Victoria Carl     | 1211   |
| 4    | Kerttu Niskanen   | 1205   |
| 5    | Therese Johaug    | 1121   |

### Classements de Sprint
| Rang | Nom                    | Points |
| ---- | ---------------------- | ------ |
|      | Johannes Høsflot Klæbo | 92     |
| 2    | Erik Valnes            | 828    |
| 3    | Edvin Anger            | 784    |
| 4    | Lucas Chanavat         | 731    |
| 5    | Even Northug           | 699    |

| Rang | Nom              | Points |
| ---- | ---------------- | ------ |
|      | Jasmi Joensuu    | 848    |
| 2    | Nadine Fähndrich | 732    |
| 3    | Maja Dahlqvist   | 682    |
| 4    | Coletta Rydzek   | 608    |
| 5    | Laura Gimmler    | 593    |

### Coupe des Nations
| Rang | Nation     | Points |
| ---- | ---------- | ------ |
| 1    | Norvège    | 17312  |
| 2    | Suède      | 11888  |
| 3    | Finlande   | 9559   |
| 4    | États-Unis | 8368   |
| 5    | Allemagne  | 8334   |

| Rang | Nation     | Points |
| ---- | ---------- | ------ |
| 1    | Norvège    | 9216   |
| 2    | France     | 5267   |
| 3    | Suède      | 5076   |
| 4    | Finlande   | 4139   |
| 5    | États-Unis | 3678   |

| Rang | Nation     | Points |
| ---- | ---------- | ------ |
| 1    | Norvège    | 8096   |
| 2    | Suède      | 6812   |
| 3    | Allemagne  | 5731   |
| 4    | Finlande   | 5420   |
| 5    | États-Unis | 4690   |

### Globes de cristal
| Disciplines       | Disciplines       | Globes de cristal    | Champions du monde     |
| ----------------- | ----------------- | -------------------- | ---------------------- |
| Général           | Général           | Johannes H. Klæbo    |                        |
| Coupe des Nations | Coupe des Nations | Norvège              |                        |
| Sprint            | Sprint            | Johannes H. Klæbo    | Johannes Høsflot Klæbo |
| Sprint par équipe | Sprint par équipe |                      | Norvège                |
| D i s t a n c e   | Individuelle      | Simen Hegstad Krüger | Johannes H. Klæbo      |
| D i s t a n c e   | Skiathlon         | Simen Hegstad Krüger | Johannes H. Klæbo      |
| D i s t a n c e   | Départ en ligne   | Simen Hegstad Krüger | Johannes H. Klæbo      |
| Relais            | Relais            |                      | Norvège                |

| Disciplines       | Disciplines       | Globes de cristal | Championnes du monde |
| ----------------- | ----------------- | ----------------- | -------------------- |
| Général           | Général           | Jessie Diggins    |                      |
| Coupe des Nations | Coupe des Nations | Norvège           |                      |
| Sprint            | Sprint            | Jasmi Joensuu     | Jonna Sundling       |
| Sprint par équipe | Sprint par équipe |                   | Suède                |
| D i s t a n c e   | Individuelle      | Jessie Diggins    | Ebba Andersson       |
| D i s t a n c e   | Skiathlon         | Jessie Diggins    | Ebba Andersson       |
| D i s t a n c e   | Départ en ligne   | Jessie Diggins    | Frida Karlsson       |
| Relais            | Relais            |                   | Suède                |

## Calendrier et podiums

### Hommes

#### Épreuves en individuel
| N°                                                                            | Lieu                           | Date                           | Épreuve                        | Vainqueur               | Deuxième                         | Troisième            | Leader du Général  |
| ----------------------------------------------------------------------------- | ------------------------------ | ------------------------------ | ------------------------------ | ----------------------- | -------------------------------- | -------------------- | ------------------ |
| 1                                                                             | Ruka                           | 29 novembre 2024               | 10 km C                        | Iivo Niskanen           | Harald Ø. Amundsen               | Martin L. Nyenget    | Iivo Niskanen      |
| 2                                                                             | Ruka                           | 30 novembre 2024               | Sprint C                       | Johannes H. Klæbo       | Erik Valnes                      | Lauri Vuorinen       | Johannes H. Klæbo  |
| 3                                                                             | Ruka                           | 1er décembre 2024              | 20 km L DL                     | Harald Ø. Amundsen      | Jan T. Jenssen                   | Martin L. Nyenget    | Harald Ø. Amundsen |
| 4                                                                             | Lillehammer                    | 6 décembre 2024                | 10 km L                        | Martin L. Nyenget       | Simen H. Krüger                  | Harald Ø. Amundsen   | Harald Ø. Amundsen |
| 5                                                                             | Lillehammer                    | 7 décembre 2024                | Sprint L                       | Johannes H. Klæbo       | Even Northug                     | Federico Pellegrino  | Harald Ø. Amundsen |
| 6                                                                             | Lillehammer                    | 8 décembre 2024                | 20 km Skiathlon                | Harald Ø. Amundsen      | Jan T. Jenssen                   | Martin L. Nyenget    | Harald Ø. Amundsen |
| 7                                                                             | Davos                          | 14 décembre 2024               | Sprint L                       | Johannes H. Klæbo       | Lucas Chanavat                   | Erik Valnes          | Harald Ø. Amundsen |
| 8                                                                             | Davos                          | 15 décembre 2024               | 20 km C                        | Martin L. Nyenget       | Iivo Niskanen                    | Hugo Lapalus         | Harald Ø. Amundsen |
| Tour de Ski 2024-2025 (28 décembre 2024 au 5 janvier 2025)                    |                                |                                |                                |                         |                                  |                      |                    |
| 9                                                                             | Toblach                        | 28 décembre 2024               | Sprint L                       | Johannes H. Klæbo       | Lucas Chanavat                   | Janik Riebli         | Harald Ø. Amundsen |
| 10                                                                            | Toblach                        | 29 décembre 2024               | 15 km C DL                     | Johannes H. Klæbo       | Erik Valnes                      | Håvard Moseby        | Harald Ø. Amundsen |
| 11                                                                            | Toblach                        | 31 décembre 2024               | 20 km L                        | Harald Ø. Amundsen      | Simen Hegstad Krüger             | Andrew Musgrave      | Harald Ø. Amundsen |
| 12                                                                            | Toblach                        | 1er janvier 2025               | Poursuite 15 km C              | Harald Ø. Amundsen      | Edvin Anger                      | Johannes H. Klæbo    | Harald Ø. Amundsen |
| 13                                                                            | Val di Fiemme                  | 3 janvier 2025                 | Sprint C                       | Johannes H. Klæbo       | Even Northug                     | Marcus Grate         | Johannes H. Klæbo  |
| 14                                                                            | Val di Fiemme                  | 4 janvier 2025                 | 20 km Skiathlon                | Johannes H. Klæbo       | Federico Pellegrino              | Jan Thomas Jenssen   | Johannes H. Klæbo  |
| 15                                                                            | Val di Fiemme                  | 5 janvier 2025                 | 10 km L DL                     | Simen Hegstad Krüger    | Mika Vermeulen                   | Friedrich Moch       | Johannes H. Klæbo  |
| Tour de Ski - Classement final                                                | Tour de Ski - Classement final | Tour de Ski - Classement final | Tour de Ski - Classement final | Johannes H. Klæbo       | Mika Vermeulen                   | Hugo Lapalus         |                    |
|                                                                               |                                |                                |                                |                         |                                  |                      |                    |
| 16                                                                            | Les Rousses                    | 17 janvier 2025                | 10 km L                        | Iver Tildheim Andersen  | Pål Golberg                      | Ben Ogden            | Johannes H. Klæbo  |
| 17                                                                            | Les Rousses                    | 18 janvier 2025                | Sprint C                       | Edvin Anger             | Ansgar Evensen                   | Erik Valnes          | Johannes H. Klæbo  |
| 18                                                                            | Les Rousses                    | 19 janvier 2025                | 20 km C DL                     | William Poromaa         | Iivo Niskanen                    | Simen Hegstad Krüger | Johannes H. Klæbo  |
| 19                                                                            | Engadine                       | 25 janvier 2025                | Sprint L                       | Johannes H. Klæbo       | Edvin Anger                      | Lucas Chanavat       | Johannes H. Klæbo  |
| 20                                                                            | Engadine                       | 26 janvier 2025                | 20 km L DL                     | Johannes H. Klæbo       | Iver T. Andersen                 | Didrik Tønseth       | Johannes H. Klæbo  |
| 21                                                                            | Cogne                          | 1er février 2025               | Sprint C                       | Erik Valnes             | Ansgar Evensen                   | Even Northug         | Johannes H. Klæbo  |
| 22                                                                            | Cogne                          | 2 février 2025                 | 10 km L                        | Harald Ø. Amundsen      | Iver T. Andersen                 | Martin L. Nyenget    | Johannes H. Klæbo  |
| 23                                                                            | Falun                          | 14 février 2025                | Sprint C                       | Johannes H. Klæbo       | Erik Valnes                      | Oskar Opstad Vike    | Johannes H. Klæbo  |
| 24                                                                            | Falun                          | 15 février 2025                | 10 km C                        | Iivo Niskanen           | Johannes H. Klæbo                | Erik Valnes          | Johannes H. Klæbo  |
| 25                                                                            | Falun                          | 16 février 2025                | 20 km L DL                     | Pål Golberg             | Gus Schumacher                   | Harald Ø. Amundsen   | Johannes H. Klæbo  |
| Trondheim - Championnats du monde de ski nordique (26 février au 8 mars 2025) |                                |                                |                                |                         |                                  |                      |                    |
| 26                                                                            | Oslo                           | 15 mars 2025                   | 20 km C                        | Martin Løwstrøm Nyenget | William Poromaa                  | Simen Hegstad Krüger | Johannes H. Klæbo  |
| 27                                                                            | Oslo                           | 16 mars 2025                   | 10 km L                        | Harald Ø. Amundsen      | Einar Hedegart                   | Johannes H. Klæbo    | Johannes H. Klæbo  |
| 28                                                                            | Tallinn                        | 19 mars 2025                   | Sprint L                       | Johannes H. Klæbo       | Harald Ø. Amundsen Jules Chappaz |                      | Johannes H. Klæbo  |
| 29                                                                            | Lahti                          | 21 mars 2025                   | Sprint L                       | Johannes H. Klæbo       | Jules Chappaz                    | Federico Pellegrino  | Johannes H. Klæbo  |
| 30                                                                            | Lahti                          | 23 mars 2025                   | 50 km C DL                     | Johannes H. Klæbo       | Martin Løwstrøm Nyenget          | Simen Hegstad Krüger | Johannes H. Klæbo  |

#### Épreuves par équipe
| N° | Lieu  | Date             | Épreuve              | Vainqueur                                         | Deuxième                                 | Troisième                                    |
| -- | ----- | ---------------- | -------------------- | ------------------------------------------------- | ---------------------------------------- | -------------------------------------------- |
| 1  | Davos | 13 décembre 2024 | Sprint par équipes L | Norvège I - Pål Golberg - Johannes Høsflot Klæbo  | Suisse I - Janik Riebli - Valerio Grond  | Suède I - Johan Häggström - Edvin Anger      |
| 2  | Cogne | 31 janvier 2025  | Sprint par équipes C | Norvège I - Even Northug - Erik Valnes            | France I - Jules Chappaz - Richard Jouve | Suède I - Calle Halfvarsson - Oskar Svensson |
| 3  | Lahti | 22 mars 2025     | Sprint par équipes L | Norvège I - Even Northug - Johannes Høsflot Klæbo | Suisse I - Janik Riebli - Valerio Grond  | France I - Richard Jouve - Jules Chappaz     |

### Femmes

#### Épreuves en individuel
| N°                                                                            | Lieu                           | Date                           | Épreuve                        | Vainqueur               | Deuxième                | Troisième               | Leader du Général |
| ----------------------------------------------------------------------------- | ------------------------------ | ------------------------------ | ------------------------------ | ----------------------- | ----------------------- | ----------------------- | ----------------- |
| 1                                                                             | Ruka                           | 29 novembre 2024               | 10 km C                        | Frida Karlsson          | Therese Johaug          | Astrid Øyre Slind       | Frida Karlsson    |
| 2                                                                             | Ruka                           | 30 novembre 2024               | Sprint C                       | Johanna Hagström        | Julie Myhre             | Maja Dahlqvist          | Jasmi Joensuu     |
| 3                                                                             | Ruka                           | 1er décembre 2024              | 20 km L DL                     | Jessica Diggins         | Jonna Sundling          | Heidi Weng              | Jonna Sundling    |
| 4                                                                             | Lillehammer                    | 6 décembre 2024                | 10 km L                        | Therese Johaug          | Heidi Weng              | Astrid Øyre Slind       | Therese Johaug    |
| 5                                                                             | Lillehammer                    | 7 décembre 2024                | Sprint L                       | Jonna Sundling          | Johanna Hagström        | Julie Myhre             | Jessica Diggins   |
| 6                                                                             | Lillehammer                    | 8 décembre 2024                | 20 km Skiathlon                | Therese Johaug          | Heidi Weng              | Jessica Diggins         | Jessica Diggins   |
| 7                                                                             | Davos                          | 14 décembre 2024               | Sprint L                       | Jonna Sundling          | Mathilde Myhrvold       | Julie Myhre             | Jessica Diggins   |
| 8                                                                             | Davos                          | 15 décembre 2024               | 20 km C                        | Astrid Øyre Slind       | Kerttu Niskanen         | Therese Johaug          | Jessica Diggins   |
| Tour de Ski 2024-2025 (28 décembre 2024 au 5 janvier 2025)                    |                                |                                |                                |                         |                         |                         |                   |
| 9                                                                             | Toblach                        | 28 décembre 2024               | Sprint L                       | Jessica Diggins         | Jasmi Joensuu           | Nadine Fähndrich        | Jessica Diggins   |
| 10                                                                            | Toblach                        | 29 décembre 2024               | 15 km C DL                     | Jessica Diggins         | Kerttu Niskanen         | Astrid Øyre Slind       | Jessica Diggins   |
| 11                                                                            | Toblach                        | 31 décembre 2024               | 20 km L                        | Astrid Øyre Slind       | Therese Johaug          | Kerttu Niskanen         | Jessica Diggins   |
| 12                                                                            | Toblach                        | 1er janvier 2025               | Poursuite 15 km C              | Astrid Øyre Slind       | Therese Johaug          | Kerttu Niskanen         | Jessica Diggins   |
| 13                                                                            | Val di Fiemme                  | 3 janvier 2025                 | Sprint C                       | Nadine Fähndrich        | Linn Svahn              | Heidi Weng              | Jessica Diggins   |
| 14                                                                            | Val di Fiemme                  | 4 janvier 2025                 | 20 km Skiathlon                | Therese Johaug          | Teresa Stadlober        | Astrid Øyre Slind       | Jessica Diggins   |
| 15                                                                            | Val di Fiemme                  | 5 janvier 2025                 | 10 km L DL                     | Therese Johaug          | Astrid Øyre Slind       | Heidi Weng              | Jessica Diggins   |
| Tour de Ski - Classement final                                                | Tour de Ski - Classement final | Tour de Ski - Classement final | Tour de Ski - Classement final | Therese Johaug          | Astrid Øyre Slind       | Jessica Diggins         |                   |
|                                                                               |                                |                                |                                |                         |                         |                         |                   |
| 16                                                                            | Les Rousses                    | 17 janvier 2025                | 10 km L                        | Jessica Diggins         | Victoria Carl           | Astrid Øyre Slind       | Jessica Diggins   |
| 17                                                                            | Les Rousses                    | 18 janvier 2025                | Sprint C                       | Kristine Stavås Skistad | Maja Dahlqvist          | Jonna Sundling          | Jessica Diggins   |
| 18                                                                            | Les Rousses                    | 19 janvier 2025                | 20 km C DL                     | Frida Karlsson          | Ebba Andersson          | Teresa Stadlober        | Jessica Diggins   |
| 19                                                                            | Engadine                       | 25 janvier 2025                | Sprint L                       | Jonna Sundling          | Kristine Stavås Skistad | Maja Dahlqvist          | Jessica Diggins   |
| 20                                                                            | Engadine                       | 26 janvier 2025                | 20 km L DL                     | Astrid Øyre Slind       | Nora Sanness            | Jonna Sundling          | Jessica Diggins   |
| 21                                                                            | Cogne                          | 1er février 2025               | Sprint C                       | Maja Dahlqvist          | Nadine Fähndrich        | Laura Gimmler           | Jessica Diggins   |
| 22                                                                            | Cogne                          | 2 février 2025                 | 10 km L                        | Jessica Diggins         | Astrid Øyre Slind       | Kerttu Niskanen         | Jessica Diggins   |
| 23                                                                            | Falun                          | 14 février 2025                | Sprint C                       | Linn Svahn              | Nadine Fähndrich        | Kristine Stavås Skistad | Jessica Diggins   |
| 24                                                                            | Falun                          | 15 février 2025                | 10 km C                        | Ebba Andersson          | Heidi Weng              | Victoria Carl           | Jessica Diggins   |
| 25                                                                            | Falun                          | 16 février 2025                | 20 km L DL                     | Jessica Diggins         | Heidi Weng              | Ebba Andersson          | Jessica Diggins   |
| Trondheim - Championnats du monde de ski nordique (26 février au 8 mars 2025) |                                |                                |                                |                         |                         |                         |                   |
| 26                                                                            | Oslo                           | 15 mars 2025                   | 20 km C                        | Therese Johaug          | Astrid Øyre Slind       | Victoria Carl           | Jessica Diggins   |
| 27                                                                            | Oslo                           | 16 mars 2025                   | 10 km L                        | Moa Ilar                | Heidi Weng              | Victoria Carl           | Jessica Diggins   |
| 28                                                                            | Tallinn                        | 19 mars 2025                   | Sprint L                       | Nadine Fähndrich        | Maja Dahlqvist          | Julia Kern              | Jessica Diggins   |
| 29                                                                            | Lahti                          | 21 mars 2025                   | Sprint L                       | Coletta Rydzek          | Kristine Stavås Skistad | Nadine Fähndrich        | Jessica Diggins   |
| 30                                                                            | Lahti                          | 23 mars 2025                   | 50 km C DL                     | Therese Johaug          | Astrid Øyre Slind       | Ebba Andersson          | Jessica Diggins   |

#### Épreuves par équipe
| N° | Lieu  | Date             | Épreuve              | Vainqueur                                    | Deuxième                                               | Troisième                                    |
| -- | ----- | ---------------- | -------------------- | -------------------------------------------- | ------------------------------------------------------ | -------------------------------------------- |
| 1  | Davos | 13 décembre 2024 | Sprint par équipes L | Suède I - Emma Ribom - Jonna Sundling        | Norvège - Astrid Øyre Slind - Kristin Austgulen Fosnæs | Suisse I - Anja Weber - Nadine Fähndrich     |
| 2  | Cogne | 31 janvier 2025  | Sprint par équipes C | Finlande I - Kerttu Niskanen - Jasmi Joensuu | Suède I - Johanna Hagström - Maja Dahlqvist            | Allemagne I - Laura Gimmler - Coletta Rydzek |
| 3  | Lahti | 22 mars 2025     | Sprint par équipes L | Allemagne I - Laura Gimmler - Coletta Rydzek | Suède I - Johanna Hagström - Maja Dahlqvist            | Suisse I - Anja Weber - Nadine Fähndrich     |

### Mixte
| N° | Lieu     | Date            | Épreuve                | Vainqueur                                                   | Deuxième                                                                                   | Troisième                                                               |
| -- | -------- | --------------- | ---------------------- | ----------------------------------------------------------- | ------------------------------------------------------------------------------------------ | ----------------------------------------------------------------------- |
| 1  | Engadine | 24 janvier 2025 | Relais 4 x 5 km L et C | Suède I - Jens Burman - Emma Ribom - Edvin Anger - Moa Ilar | Norvège I - Pål Golberg - Nora Sanness - Iver Tildheim Andersen - Kristin Austgulen Fosnæs | Suisse I - Jonas Baumann - Anja Weber - Jason Rüesch - Nadine Fähndrich |

### Résultats officiels
1. ↑  (en) « Ruka (FIN) : Men's 10km Interval Start Classic », sur fis-ski.com, 29 novembre 2024 (consulté le 1er décembre 2024).
2. ↑  (en) « Ruka (FIN) : Men's Sprint Classic », sur fis-ski.com, 30 novembre 2024 (consulté le 1er décembre 2024).
3. ↑  (en) « Ruka (FIN) : Men's 20km Mass Start Free », sur fis-ski.com, 1er décembre 2024 (consulté le 1er décembre 2024).
4. ↑  (en) « Lillehammer (NOR) : Men's 10km Interval Start Free », sur fis-ski.com, 6 décembre 2024 (consulté le 8 décembre 2024).
5. ↑  (en) « Lillehammer (NOR) : Men's Sprint Free », sur fis-ski.com, 7 décembre 2024 (consulté le 8 décembre 2024).
6. ↑  (en) « Lillehammer (NOR) : Men's 20km Skiathlon Classic/Free », sur fis-ski.com, 8 décembre 2024 (consulté le 8 décembre 2024).
7. ↑  (en) « Davos (SUI) : Men's Sprint Free », sur fis-ski.com, 14 décembre 2024 (consulté le 15 décembre 2024).
8. ↑  (en) « Davos (SUI) : Men's 20km Interval Start Classic », sur fis-ski.com, 15 décembre 2024 (consulté le 15 décembre 2024).
9. ↑  (en) « Toblach (ITA) : Men's Sprint Free », sur fis-ski.com, 28 décembre 2024 (consulté le 1er janvier 2025).
10. ↑  (en) « Toblach (ITA) : Men's 15 km Mass Start Classic », sur fis-ski.com, 29 décembre 2024 (consulté le 1er janvier 2025).
11. ↑  (en) « Toblach (ITA) : Men's 20 km Interval Start Free », sur fis-ski.com, 31 décembre 2024 (consulté le 2 janvier 2025).
12. ↑  (en) « Toblach (ITA) : Men's 15 km Pursuit Start Classic », sur fis-ski.com, 1er janvier 2025 (consulté le 2 janvier 2025).
13. ↑  (en) « Val di Fiemme (ITA) : Men's Sprint Classic », sur fis-ski.com, 3 janvier 2025 (consulté le 10 janvier 2025).
14. ↑  (en) « Val di Fiemme (ITA) : Men's 20 km Skiathlon », sur fis-ski.com, 4 janvier 2025 (consulté le 10 janvier 2025).
15. ↑  (en) « Val di Fiemme (ITA) : Men's 10 km Mass Start Free », sur fis-ski.com, 5 janvier 2025 (consulté le 10 janvier 2025).
16. ↑  (en) « 19TH TOUR DE SKI : Men's Overall Standing », sur fis-ski.com, 5 janvier 2025 (consulté le 10 janvier 2025).
17. ↑  (en) « Les Rousses (FRA) : Men's 10 km Interval Start Free », sur fis-ski.com, 17 janvier 2025 (consulté le 20 janvier 2025).
18. ↑  (en) « Les Rousses (FRA) : Men's Sprint Classic », sur fis-ski.com, 18 janvier 2025 (consulté le 20 janvier 2025).
19. ↑  (en) « Les Rousses (FRA) : Men's 20 km Mass Start Classic », sur fis-ski.com, 19 janvier 2025 (consulté le 20 janvier 2025).
20. ↑  (en) « Engadine (SUI) : Men's Sprint Free », sur fis-ski.com, 25 janvier 2025 (consulté le 29 janvier 2025).
21. ↑  (en) « Engadine (SUI) : Men's 20 km Mass Start Free », sur fis-ski.com, 26 janvier 2025 (consulté le 29 janvier 2025).
22. ↑  (en) « Cogne (ITA) : Men's Sprint Classic », sur fis-ski.com, 1er février 2025 (consulté le 4 février 2025).
23. ↑  (en) « Cogne (ITA) : Men's 10 km Interval Start Free », sur fis-ski.com, 2 février 2025 (consulté le 4 février 2025).
24. ↑  (en) « Falun (SWE) : Men's Sprint Classic », sur fis-ski.com, 14 février 2025 (consulté le 17 février 2025).
25. ↑  (en) « Falun (SWE) : Men's 10 km Interval Start Classic », sur fis-ski.com, 15 février 2025 (consulté le 17 février 2025).
26. ↑  (en) « Falun (SWE) : Men's 20 km Mass Start Free », sur fis-ski.com, 16 février 2025 (consulté le 17 février 2025).
27. ↑  (en) « Oslo (NOR) : Men's 20 km Interval Start Classic », sur fis-ski.com, 15 mars 2025 (consulté le 6 avril 2025).
28. ↑  (en) « Oslo (NOR) : Men's 10 km Interval Start Free », sur fis-ski.com, 16 mars 2025 (consulté le 6 avril 2025).
29. ↑  (en) « Tallinn (EST) : Men's Sprint Free », sur fis-ski.com, 19 mars 2025 (consulté le 6 avril 2025).
30. ↑  (en) « Lahti (FIN) : Men's Sprint Free », sur fis-ski.com, 21 mars 2025 (consulté le 6 avril 2025).
31. ↑  (en) « Lahti (FIN) : Men's 50 km Mass Start Classic », sur fis-ski.com, 23 mars 2025 (consulté le 6 avril 2025).
32. ↑  (en) « Davos (SUI) : Men's Team Sprint Free », sur fis-ski.com, 13 décembre 2024 (consulté le 14 décembre 2024).
33. ↑  (en) « Cogne (ITA) : Men's Team Sprint Classic », sur fis-ski.com, 31 janvier 2025 (consulté le 4 février 2025).
34. ↑  (en) « Lahti (FIN) : Men's Team Sprint Free », sur fis-ski.com, 22 mars 2025 (consulté le 6 avril 2025).
35. ↑  (en) « Ruka (FIN) : Women's 10km Interval Start Classic », sur fis-ski.com, 29 novembre 2024 (consulté le 1er décembre 2024).
36. ↑  (en) « Ruka (FIN) : Women's Sprint Classic », sur fis-ski.com, 30 novembre 2024 (consulté le 1er décembre 2024).
37. ↑  (en) « Ruka (FIN) : Women's 20km Mass Start Free », sur fis-ski.com, 1er décembre 2024 (consulté le 1er décembre 2024).
38. ↑  (en) « Lillehammer (NOR) : Women's 10km Interval Start Free », sur fis-ski.com, 6 décembre 2024 (consulté le 8 décembre 2024).
39. ↑  (en) « Lillehammer (NOR) : Women's Sprint Free », sur fis-ski.com, 7 décembre 2024 (consulté le 8 décembre 2024).
40. ↑  (en) « Lillehammer (NOR) : Women's 20km Skiathlon Classic/Free », sur fis-ski.com, 8 décembre 2024 (consulté le 8 décembre 2024).
41. ↑  (en) « Davos (SUI) : Women's Sprint Free », sur fis-ski.com, 14 décembre 2024 (consulté le 15 décembre 2024).
42. ↑  (en) « Davos (SUI) : Women's 20km Interval Start Classic », sur fis-ski.com, 15 décembre 2024 (consulté le 15 décembre 2024).
43. ↑  (en) « Toblach (ITA) : Women's Sprint Free », sur fis-ski.com, 28 décembre 2024 (consulté le 1er janvier 2025).
44. ↑  (en) « Toblach (ITA) : Women's 15 km Mass Start Classic », sur fis-ski.com, 29 décembre 2024 (consulté le 1er janvier 2025).
45. ↑  (en) « Toblach (ITA) : Women's 20 km Interval Start Free », sur fis-ski.com, 31 décembre 2024 (consulté le 2 janvier 2025).
46. ↑  (en) « Toblach (ITA) : Women's 15 km Pursuit Start Classic », sur fis-ski.com, 1er janvier 2025 (consulté le 2 janvier 2025).
47. ↑  (en) « Val di Fiemme (ITA) : Women's Sprint Classic », sur fis-ski.com, 3 janvier 2025 (consulté le 10 janvier 2025).
48. ↑  (en) « Val di Fiemme (ITA) : Women's 20 km Skiathlon », sur fis-ski.com, 4 janvier 2025 (consulté le 10 janvier 2025).
49. ↑  (en) « Val di Fiemme (ITA) : Women's 10 km Mass Start Free », sur fis-ski.com, 5 janvier 2025 (consulté le 10 janvier 2025).
50. ↑  (en) « 19TH TOUR DE SKI : Women's Overall Standing », sur fis-ski.com, 5 janvier 2025 (consulté le 10 janvier 2025).
51. ↑  (en) « Les Rousses (FRA) : Women's 10 km Interval Start Free », sur fis-ski.com, 17 janvier 2025 (consulté le 20 janvier 2025).
52. ↑  (en) « Les Rousses (FRA) (ITA) : Women's Sprint Classic », sur fis-ski.com, 18 janvier 2025 (consulté le 20 janvier 2025).
53. ↑  (en) « Les Rousses (FRA) : Women's 20 km Mass Start Classic », sur fis-ski.com, 19 janvier 2025 (consulté le 20 janvier 2025).
54. ↑  (en) « Engadine (SUI) : Women's Sprint Free », sur fis-ski.com, 26 janvier 2025 (consulté le 29 janvier 2025).
55. ↑  (en) « Engadine (SUI) : Women's 20 km Mass Start Free », sur fis-ski.com, 26 janvier 2025 (consulté le 29 janvier 2025).
56. ↑  (en) « Cogne (ITA) : Women's Sprint Classic », sur fis-ski.com, 1er février 2025 (consulté le 4 février 2025).
57. ↑  (en) « Cogne (ITA) : Women's 10 km Interval Start Free », sur fis-ski.com, 2 février 2025 (consulté le 4 février 2025).
58. ↑  (en) « Falun (SWE) : Women's Sprint Classic », sur fis-ski.com, 14 février 2025 (consulté le 17 février 2025).
59. ↑  (en) « Falun (SWE) : Women's 10 km Interval Start Classic », sur fis-ski.com, 15 février 2025 (consulté le 17 février 2025).
60. ↑  (en) « Falun (SWE) : Women's 20 km Mass Start Free », sur fis-ski.com, 16 février 2025 (consulté le 17 février 2025).
61. ↑  (en) « Oslo (NOR) : Women's 20 km Interval Start Classic », sur fis-ski.com, 15 mars 2025 (consulté le 6 avril 2025).
62. ↑  (en) « Oslo (NOR) : Women's 10 km Interval Start Free », sur fis-ski.com, 16 mars 2025 (consulté le 6 avril 2025).
63. ↑  (en) « Tallinn (EST) : Women's Sprint Free », sur fis-ski.com, 19 mars 2025 (consulté le 6 avril 2025).
64. ↑  (en) « Lahti (FIN) : Women's Sprint Free », sur fis-ski.com, 21 mars 2025 (consulté le 6 avril 2025).
65. ↑  (en) « Lahti (FIN) : Men's 50 km Mass Start Classic », sur fis-ski.com, 23 mars 2025 (consulté le 6 avril 2025).
66. ↑  (en) « Davos (SUI) : Women's Team Sprint Free », sur fis-ski.com, 13 décembre 2024 (consulté le 14 décembre 2024).
67. ↑  (en) « Cogne (ITA) : Women's Team Sprint Classic », sur fis-ski.com, 31 janvier 2025 (consulté le 4 février 2025).
68. ↑  (en) « Lahti (FIN) : Women's Team Sprint Free », sur fis-ski.com, 22 mars 2025 (consulté le 6 avril 2025).
69. ↑  (en) « Engadine (SUI) : Mixed 4x5 km Relay Classic/Free », sur fis-ski.com, 24 janvier 2025 (consulté le 29 janvier 2025).